# Oreocnide rubescens
Oreocnide rubescens är en nässelväxtart som först beskrevs av Carl Ludwig von Blume, och fick sitt nu gällande namn av Friedrich Anton Wilhelm Miquel. Oreocnide rubescens ingår i släktet Oreocnide och familjen nässelväxter. Inga underarter finns listade i Catalogue of Life.